# Et la vie, et les larmes et l'amour
Pour plus de détails, voir Fiche technique et Distribution.
Et la vie, et les larmes et l'amour (И жизнь, и слёзы, и любовь) est un film soviétique réalisé par Nikolaï Goubenko, sorti en 1983,. Le titre du film est inspiré du poème d'Alexandre Pouchkine Je me souviens d'un instant merveilleux (Я помню чудное мгновенье) qui se termine précisément par ces motos "...Et la vie, et les larmes et l'amour".

## Fiche technique
- Réalisation : Nikolaï Goubenko
- Scénario : Nikolaï Goubenko
- Scénario : Iouri Kladienko
- Photographie : Leonid Kalachnikov
- Décors : Youri Kladienko, Svetlana Louzanova
- Production : Mosfilm

## Distribution
- Janna Bolotova : Varvara Volochina, médecin en chef
- Elena Fadeïeva : Sofia Serbina, ancienne chanteuse d'opéra
- Evgueni Evstigneïev : Stepan Stepanytch
- Kapitolina Ilienko : Nina Matveïevna
- Piotr Chtcherbakov : Fedot Fedotovitch, directeur de maison de retraite
- Fiodor Nikitine : Pavel Andreïevitch
- Lioubov Sokolova : Polina Ivanovna
- Sergueï Martinson : Egochkine
- Maria Skvortsova : Anna
- Natalia Goundareva : Antonina, cuisinière
- Natalia Kratchkovskaïa : Macha
- Konstantin Jeldine : directeur d'une autre maison de retraite
- Ivan Kozlovski : caméo